# Temple d'Apol·lo (Corint)
El Temple d'Apol·lo de Corint (grec: Ναός του Απόλλωνα) fou un temple de l'Antiga Grècia dedicat a Apol·lo Piti a Corint. Les ruïnes se'n troben al jaciment arqueològic de l'Antiga Corint, a l'actual Archaia Kórinthos, llogaret del municipi de Corint.

## Història
Es va construir durant el regnat del primer tirà de Corint, Cípsel, al voltant del 650-625 abans de la nostra era. Va ser destruït en el 580 ae, possiblement en aldarulls relacionats amb una batalla entre la tirania i l'oligarquia.

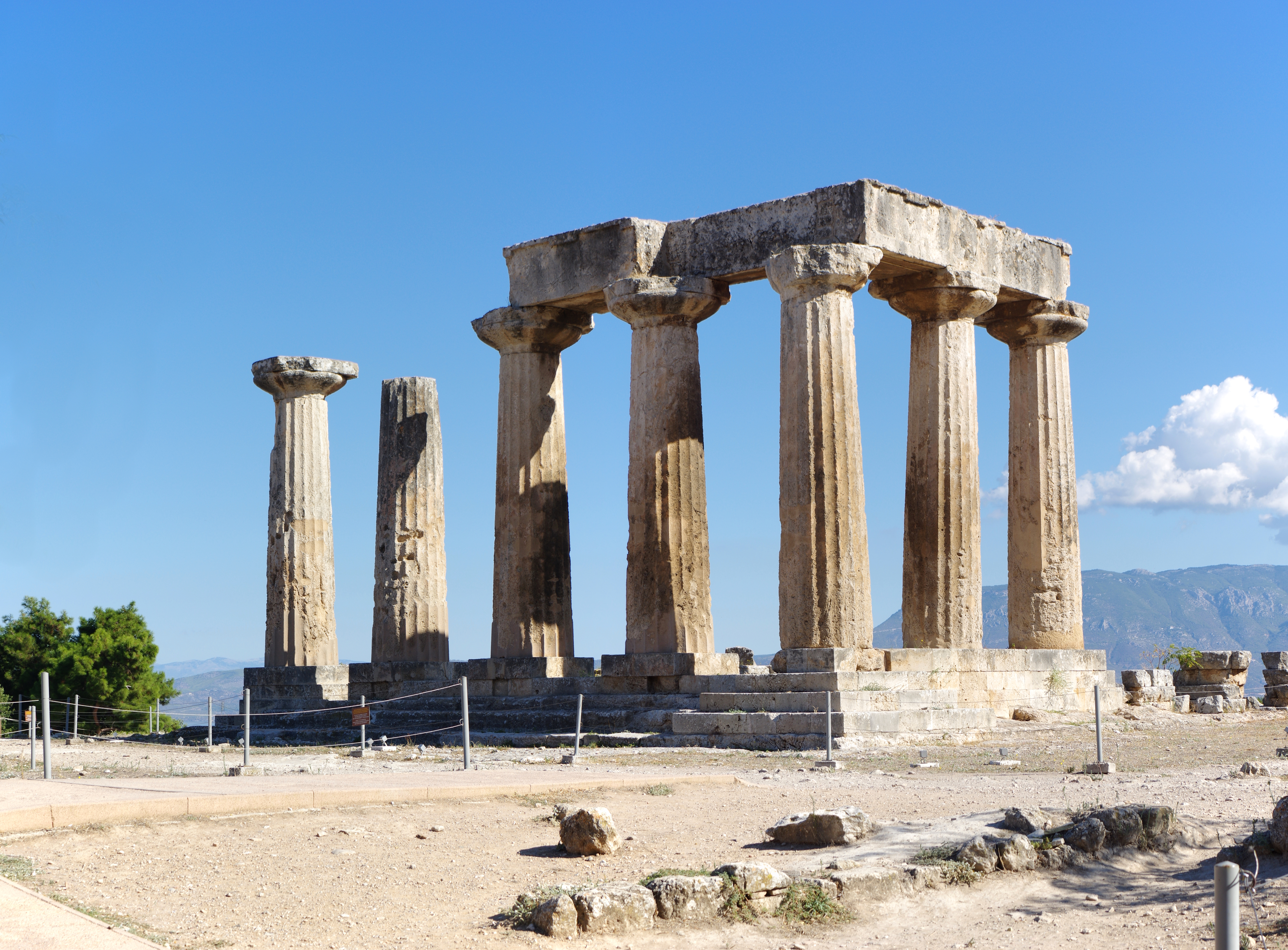
Ruïnes del Temple d'Apol·lo

A l'entorn del 560-540 abans de la nostra era s'hi va construir un nou temple més gran. Alhora, la zona del tèmenos s'amplià cap al nord. Era el més important de Corint, juntament amb el Temple d'Afrodita de l'Acrocorint. Degué sofrir danys després que els romans destruïssen la ciutat el 146, però sembla que fou un dels pocs edificis que no restà completament destruït. Per açò, va poder restaurar-se quan es va reconstruir la ciutat a partir de l'any 44 ae.
Durant l'Imperi otomà, al bell mig del temple es va construir la residència del bei de Corint, el governador otomà. Com a conseqüència, l'extrem oriental de l'edifici amb la seua columnata, fou demolit. Ara es conserven set columnes i part de l'arquitrau de l'extrem occidental del temple. Sembla que, en el segle xviii, encara se'n conservaven, si més no, dotze columnes. Les columnes del temple eren visibles durant el segle xix com a únics indicis d'una antiga ciutat abans que començassen les excavacions arqueològiques del jaciment a la fi del segle. En aquells dies, les ruïnes encara es deien Temple de Hera/Juno o de Zeus/Júpiter. Entre el 1898 i el 1899 es feren excavacions i estudis de l'emplaçament del temple.

## Descripció
El Temple d'Apol·lo era en l'anomenat pujol del temple que dominava el centre de Corint, al nord de l'àgora de la ciutat i de l'anomenada Estoa Nord-oest al seu costat nord. El temple estava construït en pedra calcària i feia uns 21 × 53 metres. Era un temple perípter, d'estil dòric; la façana tenia 6 × 15 columnes. Les columnes són monolítiques: cada columna d'una sola pedra; fan uns 7 m d'altura i tenen un diàmetre de 1,7 m a la part inferior. Les columnes estaven recobertes d'estuc de marbre blanc.

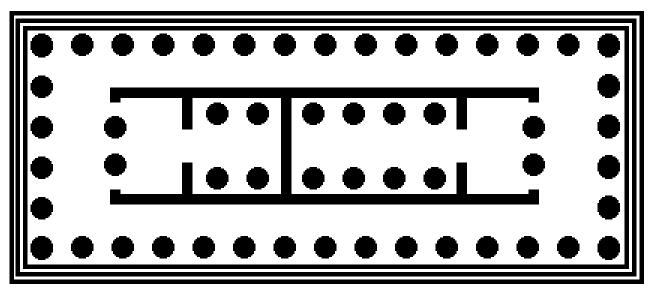
Planta del temple

El temple tenia dos naos, l'un obert a l'est i l'altre a l'oest. El naos occidental era més petit i probablement albergava una imatge de culte d'Apol·lo feta d'or i vori o bronze en els anys 400 o 300 ae. El naos oriental era més gran i albergava una imatge de culte d'Apol·lo (xòanon) de fusta, més antiga. Altres suggeriments apunten al fet que el segon naos podria albergar una estàtua d'Àrtemis, germana d'Apol·lo,  o s'hauria utilitzat com a tresor. No hi havia pas porta al mur entre els nínxols. Hi havia dues fileres de columnes dins de cada nínxol, dues fileres de dues columnes al costat oest i dues fileres de quatre columnes al costat est.
Davant de cadascun dels dos naos hi havia un pronaos amb dues columnes al davant. Sota el terra hi havia un dipòsit d'aigua beneïda. El temple és el primer edifici conegut en què l'estilòbata empra la curvatura per a fer que les proporcions del temple semblen més simètriques del que eren. Més tard, el mateix invent s'aplicà al Partenó d'Atenes. El sostre del temple estava decorat amb esfinxs de terracota.